# Dépendance affective
La dépendance affective fait partie des addictions sans substances. Il s'agit d'une organisation psychique conduisant à placer l'autre comme source unique de satisfaction. Les conséquences sont souvent semblables aux addictions classiques (perte d'objectivité, renonciation de soi pour un investissement exclusif vis-à-vis de l'objet de dépendance).

## Manifestations
La dépendance affective se caractérise par une détresse émotionnelle (attachement insécurisant) et une dépendance à l'égard d'une autre personne avec une faible estime de soi et un besoin de réassurance. Elle se traduit par l'incapacité d'assumer sans soutien tout ce qui renvoie à la solitude, avec un vécu douloureux d'abandon.
À tout âge, elle peut donner lieu à des manifestations d'angoisse majeure. Et dans les pathologies de la cognition de l'âge avancé, elle se traduit par une demande anxieuse de présence rapprochée, faute de laquelle des troubles du comportement ou de la confusion mentale peuvent apparaître.

## Causes
Une éducation parentale surprotectrice et autoritaire, des facteurs culturels et socio-environnementaux peuvent contribuer au développement d'une personnalité dépendante.
Les facteurs psychologiques épigénétiques, tels que les traumatismes socio-émotionnels précoces, pourraient marquer les circuits neuronaux dans les régions préfronto-limbiques qui sont essentielles pour le comportement émotionnel.

## Traitement
L'objectif pour le clinicien est de proposer une restauration de l'estime de soi et des stratégies thérapeutiques centrées sur l'autonomie.